# Blangwa
Blangwa är en ort i Kamerun.   Den ligger i regionen Nordligaste regionen, i den norra delen av landet, 1 000 km norr om huvudstaden Yaoundé. Blangwa ligger 290 meter över havet och antalet invånare är 22 242.
Terrängen runt Blangwa är mycket platt. Trakten runt Blangwa är ganska glesbefolkad, med 29 invånare per kvadratkilometer. Det finns inga andra samhällen i närheten. Trakten runt Blangwa består i huvudsak av gräsmarker.